# Kosmos 2423
Kosmos 2423, ruski fotografski izviđački satelit (vrste koja je vraćala film na Zemlju) iz programa Kosmos. Vrste je Orljec-1 (Don br. 8). 
Lansiran je 14. rujna 2006. godine u 13:41 s kozmodroma Bajkonura (Tjuratama) s mjesta 31/6. Lansiran je u nisku orbitu oko planeta Zemlje raketom nosačem Sojuz-U 11A511U. Orbita mu je bila 209 km u perigeju i 305 km u apogeju. Orbitne inklinacije je bio 64,90°. Spacetrackov kataloški broj je 29402. COSPARova oznaka je 2006-039-A. Zemlju je obilazio u 89,64 minute. 
Ispao je iz orbite 17. studenoga 2006. godine, dio 11S510 vratio se u atmosferu, a SOZ se raspao i pojedini dijelovi su se vratili u atmosferu, a pojedini su još u niskoj orbiti oko Zemlje.

## Vanjske poveznice
- N2YO.com Search Satellite Database (engl.)
- Celes Trak SATCAT Format Documentation (engl.)
- Kunstman  Arhivirana inačica izvorne stranice od 12. kolovoza 2019. (Wayback Machine) Satellites in Orbit (engl.)